# Bulldogs de Windsor
Pour les articles homonymes, voir Bulldogs.
Les Bulldogs de Windsor sont une franchise de hockey sur glace ; l'équipe joue dans plusieurs ligues en Amérique du Nord et joue ses matchs à Windsor en Ontario au Canada. Elle est affiliée aux Maroons de Montréal de 1928 à 1935.

## Historique
Avant de devenir les Bulldogs, la franchise évolue deux ans sous le nom des Hornets de Windsor, de 1926 à 1928, dans la Canadian Professional Hockey League.
L'équipe effectue une première saison dans la CPHL en 1928-1929. Elle est entraînée par Herb Mitchell et compte dans ses rangs Stan Brown, John Sorrell, Hap Emms, Frank Carson et Mickey Roach. les Bulldogs se classent deuxième de la saison régulière derrière les Olympics de Détroit et sont sacrés champions.
De 1929 à 1936, la franchise participe à la Ligue internationale de hockey. Elle remporte les séries éliminatoires en 1931 et est battue en finale en 1932 et 1936.
Au terme de la saison 1936, l'équipe cesse ses activités.
Lors de la saison 1963-1964, une nouvelle franchise des Bulldogs de Windsor voit le jour dans la LIH. Elle ne dispute qu'un championnat avant de cesser ses activités.

## Statistiques
| Saison    | Ligue | PJ | V  | D  | N  | Pun | BP  | BC  | Classement final  | Séries éliminatoires |
| --------- | ----- | -- | -- | -- | -- | --- | --- | --- | ----------------- | -------------------- |
| 1928-1929 | CPHL  | 42 | 25 | 12 | 5  | 59  | 131 | 67  | 2e                | Vainqueurs           |
| 1929-1930 | LIH   | 42 | 20 | 14 | 8  | 48  | 123 | 93  | 5e                |                      |
| 1930-1931 | LIH   | 48 | 25 | 16 | 7  | 57  | 141 | 114 | 2e                | Vainqueurs           |
| 1931-1932 | LIH   | 48 | 21 | 16 | 11 | 53  | 123 | 104 | 3e                | Finalistes           |
| 1932-1933 | LIH   | 44 | 16 | 22 | 6  | 38  | 87  | 120 | 4e                |                      |
| 1933-1934 | LIH   | 44 | 18 | 23 | 3  | 39  | 84  | 103 | 5e                |                      |
| 1934-1935 | LIH   | 44 | 14 | 23 | 7  | 28  | 94  | 116 | 6e                |                      |
| 1935-1936 | LIH   | 48 | 18 | 19 | 11 | 47  | 121 | 120 | 3e division Ouest | Finalistes           |